# زمین‌موقعیت‌یابی

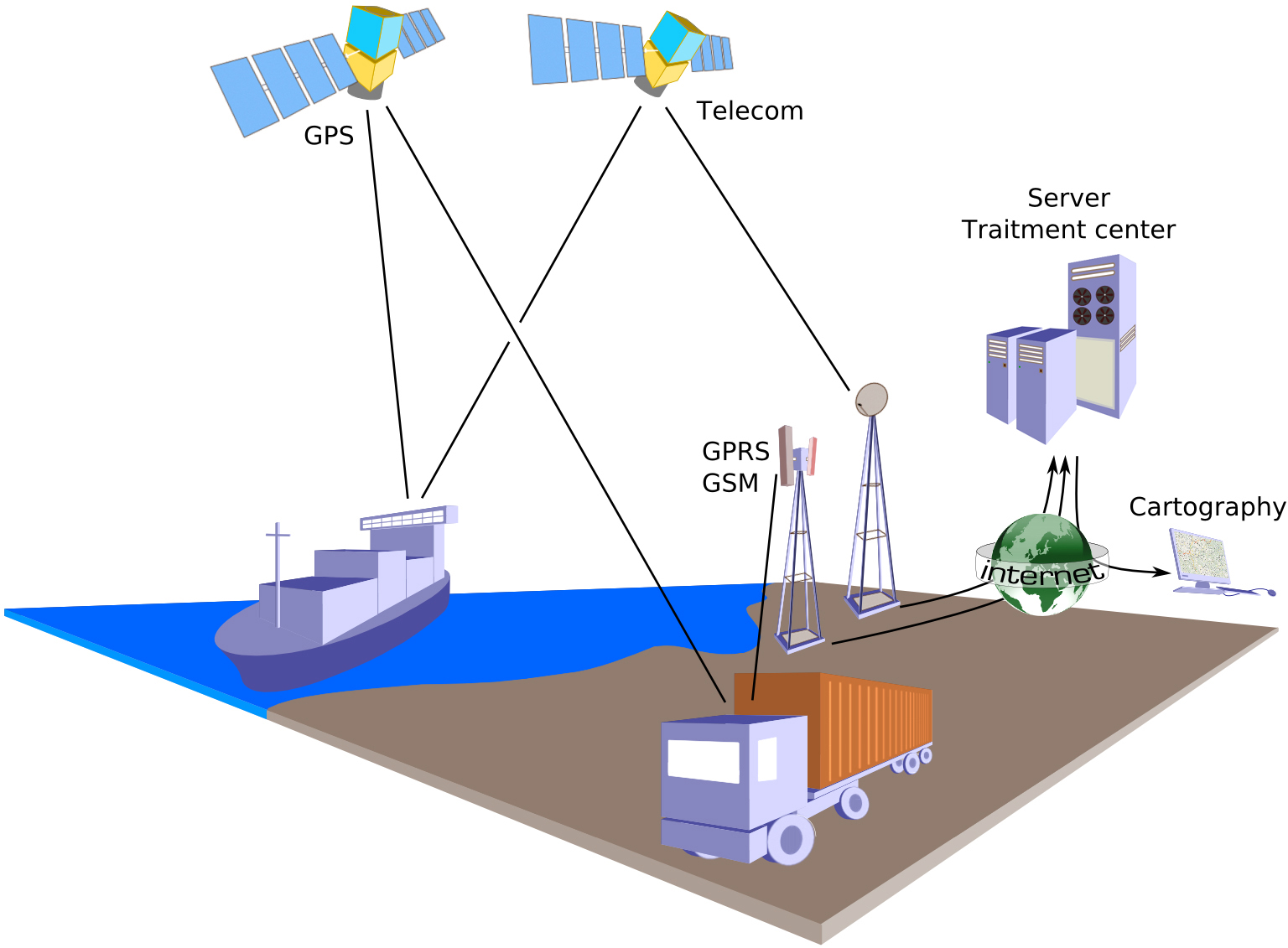
اصول زمین‌مکان‌یابی جغرافیایی با استفاده از GPS

زمین‌موقعیت‌یابی (به انگلیسی: Geopositioning)، که با نام‌های زمین‌ردیابی، زمین‌مکان‌یابی، زمین‌مکان، زمین‌نهش‌یابی یا ثابت‌سازی زمین‌موقعیت نیز شناخته می‌شود، فرایند تعیین یا تخمین موقعیت جغرافیایی یک شی است.
زمین‌موقعیت‌یابی مجموعه ای از مختصات جغرافیایی (مانند طول‌جغرافیایی و عرضجغرافیایی) را در یک بن‌داده (به انگلیسی: datum) نقشه مشخص به دست می‌دهد. موقعیت‌ها همچنین ممکن است به عنوان یک سویه (به انگلیسی: bearing) بیان شوند و از یک نشانگرمکان (به انگلیسی: landmark) شناخته‌شده متفاوت باشند. به نوبه خود، موقعیت‌ها می‌توانند یک مکان معنادار، مانند نشانی خیابان را تعیین کنند.
موارد خاص عبارتند از: زمین‌ردیابی حیوانات، فرایند پی‌بردن مکانی حیوانات. سامانه موقعیت‌یابی، سازوکارهای تعیین موقعیت‌های جغرافیایی به‌طور سراسری. زمین‌مکان‌یابی اینترنتی، زمین‌مکان‌یابی دستگاه متصل به اینترنت؛ و ردیابی تلفن همراه.

## بیشتر خواندن
- Zekavat, R.; Buehrer, R.M. (2019). Handbook of Position Location: Theory, Practice, and Advances. IEEE Series on Digital & Mobile Communication. Wiley. ISBN 978-1-119-43460-3. Retrieved 2021-02-19.
- Munoz, D.; Lara, F.B.; Vargas, C.; Enriquez-Caldera, R. (2009). Position Location Techniques and Applications. Elsevier Science. ISBN 978-0-08-092193-8. Retrieved 2021-02-19.